# Axel Smeets
Axel Smeets és un exfutbolista belga, nascut a Brussel·les el 12 de juliol de 1974. Va ser internacional belga en categoria sub-21.
Al llarg de la seua carrera, Smeets ha jugat amb diversos equips del seu país, com l'Standard de Lieja, el Gent o el Charleroi, entre d'altres. També ha militat a la UD Salamanca espanyola, al Sheffield United anglés o a l'Ankaragucu turc. Es va retirar el 2006 a la lliga noruega.